# ČSD-Baureihe M 221.201 und 202
Die Baureihe M 221.2 waren vierachsige zweimotorige benzolmechanische Triebwagen für den gemischten Verkehr der einstigen Tschechoslowakischen Staatsbahnen (ČSD). Sie zählten zu den ersten Typen von zweimotorigen Triebwagen mit mechanischer Kraftübertragung.

## Geschichte und Einsatz
Im Prinzip waren die Fahrzeuge eine Weiterentwicklung der Baureihe M 220.3. Sie besaßen den Wagenkasten des M 251.1. Anders als bei dieser waren sie mit Wendemotoren der Bauart Tatra ausgerüstet und hatten ein Planetengetriebe desselben Herstellers.
Ein Richtungswechsel war für die Personale der zweimotorigen Wagens arbeitsaufwendig. Die Wagen waren bequem und bewährten sich betrieblich.

## DR VT 136 430 und 431
Sie waren auf Strecken des böhmischen Grenzgebietes eingesetzt. Nach der Angliederung des Sudetenlandes an Deutschland im Herbst 1938 kamen sie zur Deutschen Reichsbahn (DR), wo sie als VT 136 430 und 136 431 bezeichnet wurden. Kriegsbedingt wurden nur als Beiwagen verwendet. Der ehemalige M 221.201 wurde 1951 bei der BD Hannover ausgemustert.

## Technische Merkmale

Ansicht des Planetengetriebes Bauart Tatra

Angetrieben wurden die Fahrzeuge von zwei Sechszylinder-Viertakt-Ottomotoren derselben Baugröße wie bei der Baureihe M 220.3. Der Unterschied zu diesen Motoren war, dass sie als Wendemotoren ausgeführt waren, so dass sie in beiden Drehrichtungen arbeiten konnten. Die besaßen eine zusätzliche Nockenwelle und einen zweiten Anlasser für die andere Drehrichtung. Dadurch konnte das Wendegetriebe eingespart werden. Bei Wechsel der Fahrtrichtung musste der Lokführer den Motor abstellen, danach ein Ventil schließen, einen Nocken verschieben für die zu benötigte Nockenwelle, das Ventil wieder öffnen und den Motor wieder starten.
Die Kraftübertragung wurde über ein Planetengetriebe realisiert. Das Drehmoment des Motors wurde auf Planetenräder verteilt. Durch Bremsen auf dem äußeren Planetenkranz wurde die Kraftübertragung des ausgewählten Ganges auf die Abgangswelle übertragen. Durch die Auswahl der Motoren als Wendemotoren hatten diese Getriebe kein Wendegetriebe.
Der Wagenkasten war so ausgeführt, dass der Ausstiegbereich mit vier Türen mittig angeordnet war. Beide Führerstände waren an den Enden angeordnet und durch Trennwände vom Abteil der Reisenden oder auf der anderen Seite vom Post/Gepäckabteil abgeteilt. Dieses hatte eine zusätzliche seitliche Tür. Die Heizung des Abteiles für die Reisenden geschah über die Abgase des Verbrennungsmotors. Das Gewicht der Motorwagen war gegenüber dem M 220.3 angewachsen und die Zahl der Sitzplätze dabei vermindert.